# SN 2011dg
SN 2011dg – supernowa typu II-P odkryta 18 maja 2011 roku w galaktyce IC4523. W momencie odkrycia miała maksymalną jasność 17,00m.